# Automeris tridens
Automeris tridens är en fjärilsart som beskrevs av Herrich-Schäffer 1856. Automeris tridens ingår i släktet Automeris och familjen påfågelsspinnare. Inga underarter finns listade i Catalogue of Life.